# 曼努埃拉·帕维
曼努埃拉·帕维·塞普尔韦达（西班牙語：Manuela Paví Sepúlveda；2000年12月23日—），哥伦比亚女子职业足球运动员，司职前锋，目前效力于西漢姆聯女子足球俱樂部和哥伦比亚国家女子足球队。她曾代表哥伦比亚参加2024年夏季奥林匹克运动会女子足球比赛。